# Яким (лірник)
Яким (ХІХ ст.) — лірник у с. Колпиті на Чернігівщині.
Вчив грати на лірі два роки (1881–1882) лірника Грицька Костюченка.